# Rwandská genocida

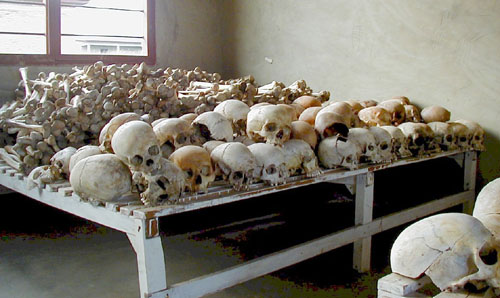
Kosti obětí, které se snažily ukrýt na technické škole v Murambi

Jako rwandská genocida je označováno masové vyvražďování etnické skupiny Tutsiů (většina obětí) a umírněných Hutuů. Genocida probíhala od 7. dubna do 15. července roku 1994 na území Rwandy. Hutuští radikálové během ní zavraždili až milion obyvatel Rwandy a 2,5 milionu lidí bylo vyhnáno ze svých domovů. 

## Průběh
Napětí mezi Hutuy a Tutsii nebylo v minulosti tak velké, protože blízké etnické skupiny bylo těžké rozlišit. Belgičtí kolonizátoři však roku 1933 zavedli identifikační průkazy s vyznačenou příslušností. Kolonisté navíc příslušnost k Tutsiům úředně zaváděli podle tělesných znaků a majetku. To dalo vzniku menšinových Tutsiů zastávajících vyšší posty. Vzájemná nevraživost ovšem vzrostla po roce 1959, kdy se po protikoloniálním převratu moci chopili Hutuové. Tutsiové byli od té doby diskriminování a odcházeli ve statisících do zahraničí, především do Burundi a Ugandy.

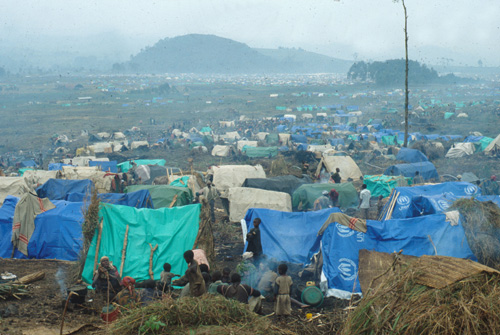
Tábor rwandských uprchlíků v Zairu.

Přímou předehrou genocidy byl vpád jednotek Rwandské vlastenecké fronty ze sousední Ugandy v roce 1990. Rwandský prezident Juvenal Habyarimana se zřejmě již po této události rozhodl k radikálnímu řešení vleklých etnických sporů. Další podněty k plánování masových vražd tutsijského obyvatelstva mu dala politická jednání ze začátku 90. let, která zdůrazňovala nutnost demokratických reforem v zemi. Demokratické reformy žádala i řada rwandských Hutuů. Ve snaze odvrátit pozornost od své autoritářské vlády a hospodářských těžkostí země, začal Habyarimana plánovat genocidu od roku 1992 v rámci skupiny Akazu („malý dům“), jejímiž členy byla jeho manželka a několik blízkých spolupracovníků.
Přípravy genocidy se vyznačovaly vysokou mírou koordinace a přesnosti, které později umožnily nebývalý rozsah vražd. Byla založena rozhlasová a televizní stanice Hutu Power a noviny Kangura. Oba tyto sdělovací prostředky, které měly za úkol šířit rasistické myšlenky a propagandu vládní strany, byly financovány ze strany Akazu. V obou sdělovacích prostředcích se rovněž rozvíjel zvláštní slovník rwandské genocidy – Tutsiové byli přezdíváni jako „švábi“ (inyenzi), mluvilo se o „konečném řešení“ nazvaném též umuganda (výraz pro společné zemědělské práce – odplevelení).
Vlastní podnět k masovým vraždám dala smrt prezidentů Habyarimany a Cypriena Ntaryamiry 6. dubna 1994. Jejich letadlo bylo sestřeleno poblíž hlavního města Kigali. Pár dní poté se rozhlasem po celé zemi začal ozývat povel „Podetněte vysoké stromy“. Povel totiž vyzýval milice etnické skupiny Hutu, aby začaly s likvidací menšinových Tutsiů.

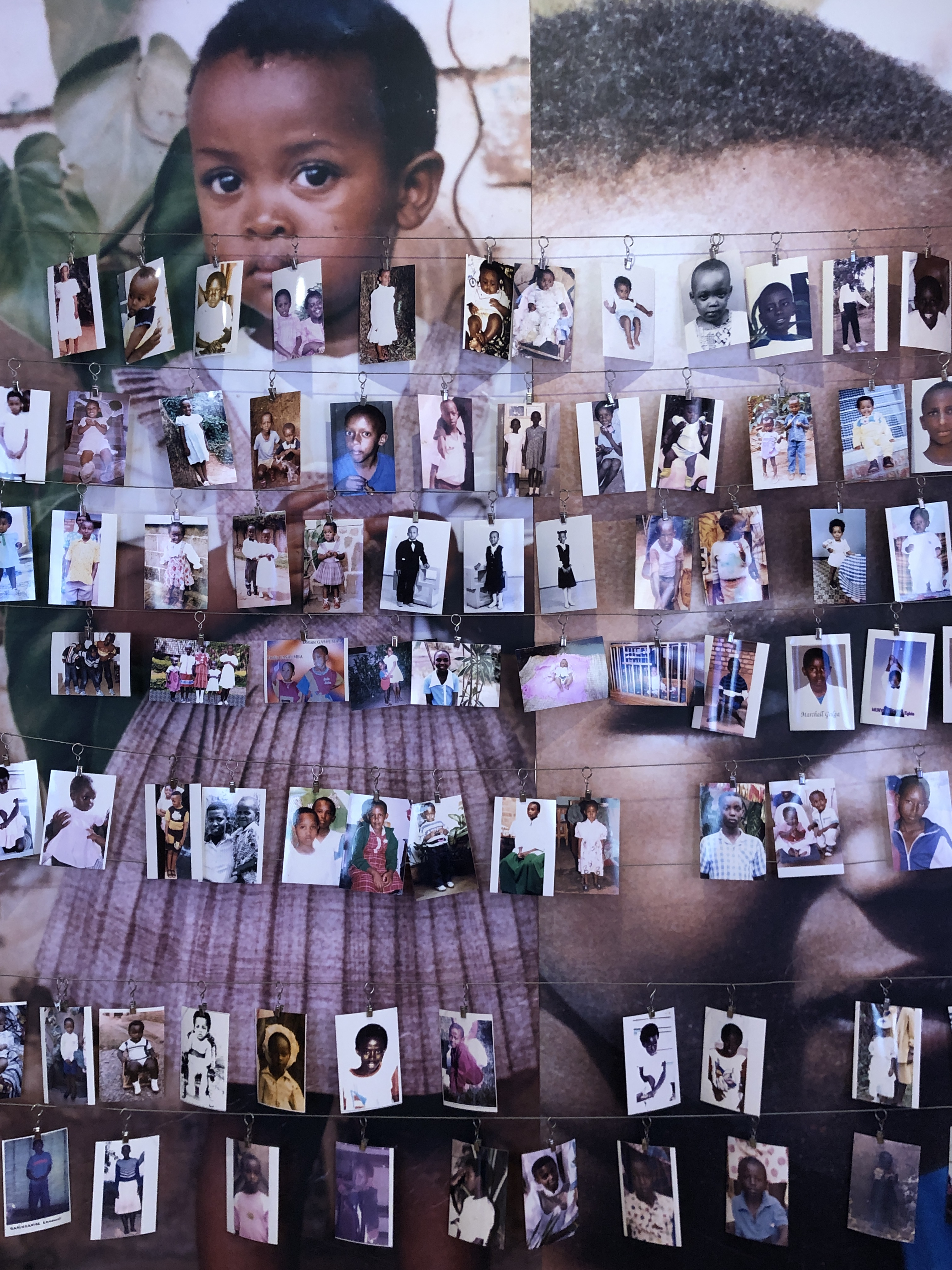
Fotografie obětí genocidy v Genocide Memorial Center v Kigali

V následujících měsících bylo zavražděno 800 000 až 1 000 000 Tutsiů a politicky umírněných Hutuů. Nezřídka docházelo k pobití uprchlíků shromážděných v budovách považovaných za bezpečné – školách či kostelech, někdy i za přímé účasti římskokatolických kněží. Dva kněží, obviňovaní z podílu na masakrech, se podle zpráv britského listu The Times s vědomím katolické hierarchie v Itálii opětovně zapojili do chodu a řízení církevních institucí. Jeden z nich byl později pro účast na vraždách odsouzen.
Symbolem genocidy se stalo rádio a mačeta. Dokonalé sladění příprav dokazuje i fakt, že značná část mačet byla zakoupena hromadně a dále distribuována zejména mezi jednotky Interahamwe. Například v březnu 1994 tak bylo pořízeno 50 000 mačet v sousední Keni u britské firmy Chillington. V říjnu 1992 bylo zakoupeno 20 000 pušek a stejný počet ručních granátů. Zároveň bylo rozdáno značné množství starších zbraní civilistům.
Hlavními aktéry genocidy byly hutuské milice Interahamwe (v překladu: „Ti, kdo bojují spolu“) řízené Národním republikánským hnutím pro demokracii a rozvoj (vládní strana) a menší Impuzamugambi (v překladu: „Ti, kdo mají společný cíl“).
Nyní se skupiny nerozlišují a všichni se nazývají Rwanďané.

## OSN a Rwandská genocida
OSN se stala předmětem rozsáhlé kritiky pro svoji neschopnost zabránit masakrům. Mezinárodní jednotky přítomné v Pomocné misi OSN pro Rwandu (UNAMIR) pod vedením kanadského generálporučíka Roméa Dallaira byly početně slabé a špatně vybavené, a proto nedokázaly masakrům zabránit.
Především s ohledem na předchozí neúspěšnou mírovou misi v Somálsku totiž chyběla dostatečná politická vůle uvnitř OSN pro posílení mise a nezbytné rozšíření mandátu, o což Roméo Dallaire soustavně žádal již několik měsíců před zahájením masakrů, jejichž přípravu zaznamenal. Dokonce poskytl svým nadřízeným seznam podle něj největších skladů zbraní připravených pro masakry a navrhoval jejich zabavení a likvidaci, tyto akce mu však byly zakázány. Zajímavostí je, že ke genocidě možná vůbec nemuselo dojít, kdyby Spojené národy byly ochotné spolupracovat se žoldnéři, kteří nabízeli své služby. 
Když propukly masakry, Dallaire byl rozhodnut jim bránit, co budou jeho omezené síly stačit, ale krátce poté přišel o veškeré naděje na efektivní odpor, protože poté, co bylo zabito deset belgických výsadkářů chránících předsedkyni vlády Agathu Uwilingiyimanu, Belgie stáhla z mise všechny své vojáky a Dallaire tak ztratil jedinou část svého kontingentu, kterou bylo možné považovat za efektivní bojovou sílu. OSN mu potom dokonce nařídila opustit Rwandu i se zbytkem jednotek, ale Dallaire odmítl tento rozkaz splnit a dál se pokoušel omezit vraždění.
Po intervenci a ukončení masakrů Dallaire opakovaně obviňoval OSN, že svou nečinností a aktivním bráněním v efektivních protiakcích je spoluvinna na této genocidě. On sám byl hrůzami, které ve Rwandě zažil, těžce poznamenán. Kladl si za vinu, že se dostatečně nevzpíral omezujícím rozkazům nadřízených a že nedokázal masakrům zabránit. Po návratu do Kanady se pokusil o sebevraždu. Je autorem Shake Hands with the Devil, kde shrnul svůj pohled na to, co se ve Rwandě událo.

## Vyšetřování
Pro vyšetřování genocidy byl zřízen Mezinárodní trestní tribunál pro Rwandu. V prosinci 2008 tribunál odsoudil k doživotnímu odnětí svobody plukovníka Theonesteho Bagosoru, někdejšího vysoce postaveného úředníka rwandského ministerstva obrany, a jeho spolupracovníky Anatole Nsegiyumvaho a Alloyse Ntabakuzeho.
Další odsouzení:
- Maria Kisito (vl. jménem Julienne Mukabutera)
- Gertrude Mukangango
- Athanase Seromba

Obviněn, neodsouzen:
- Guy Theunis